# San Marino Stadium
Das San Marino Stadium ist ein Fußballstadion mit Leichtathletikanlage in Serravalle, San Marino. Es ist das größte Stadion des Landes und die einzige Spielstätte, die die Anforderungen der UEFA und der FIFA erfüllt.

## Geschichte
Das San Marino Stadium wurde 1969 eröffnet und besitzt eine Kapazität von ca. 7000 Zuschauern. Die San-marinesische Fußballnationalmannschaft trägt alle ihre Partien hier aus. Auch die U-21-Männer, die U-19- und die U-17-Junioren nutzen das Stadion. Des Weiteren ist es die Spielstätte der Fußballvereine San Marino Calcio aus der Lega Pro Seconda Divisione sowie SC Faetano und AC Juvenes/Dogana aus der Campionato Sammarinese di Calcio. Seit 2006 befindet sich in der Haupttribüne das Museo dello Sport e dell’Olimpismo.
Am 19. Juni 2011 zelebrierte Papst Benedikt XVI. im Stadion eine eucharistische Konzelebration im Rahmen seines eintägigen Pastoralbesuchs in der Republik San Marino.
Am 2. September 2014 wurde der Name in San Marino Stadium geändert.
Das San Marino Stadium war einer von sechs Austragungsorten der U-21-Fußball-Europameisterschaft 2019 in Italien und San Marino. Seit 2009 besitzt die Anlage einen Hybridrasen. Zum Turnier wurde das Spielfeld aus Kunst- und Naturrasen erneuert.

## Galerie

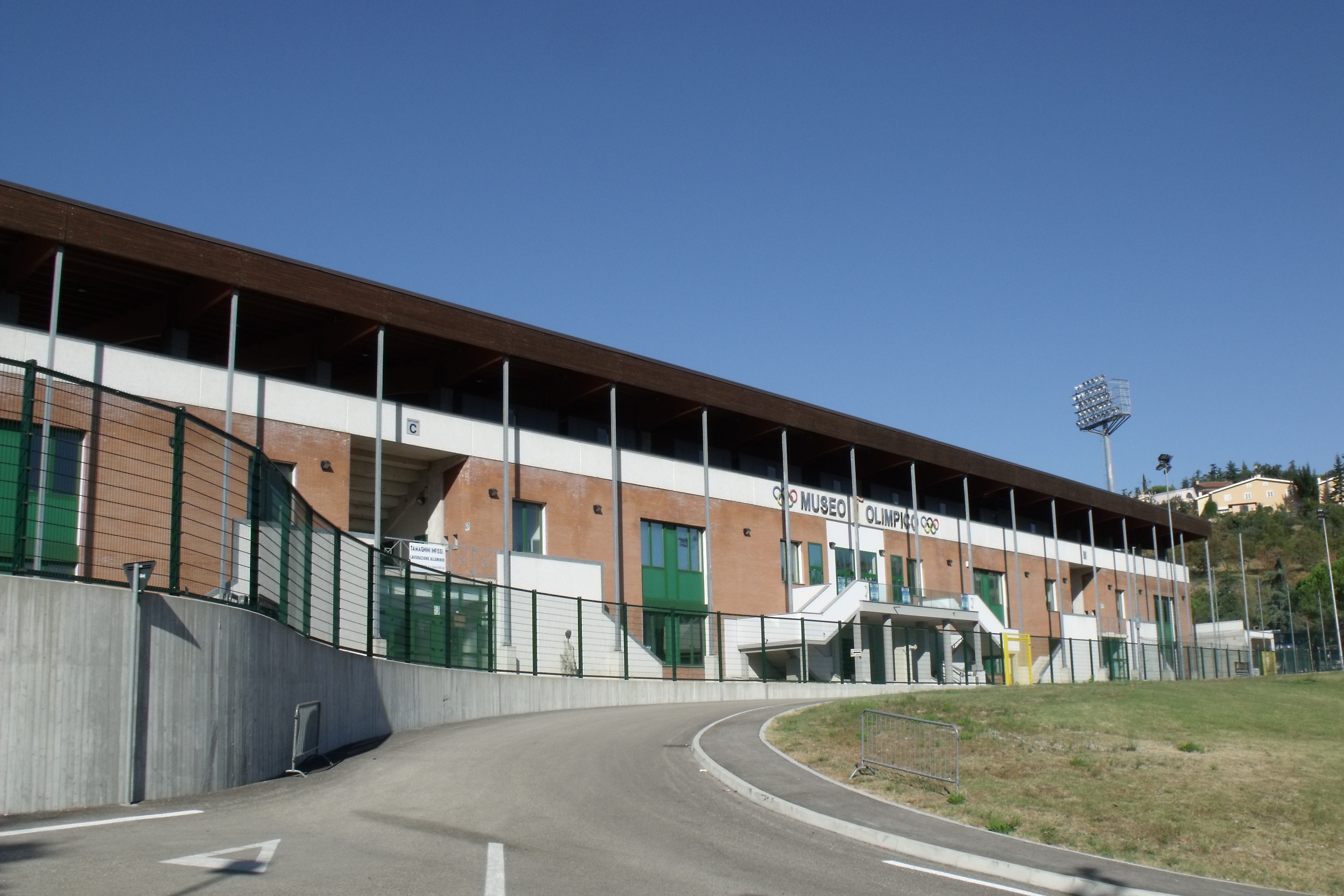
Bild der Haupttribüne vor dem Eingang
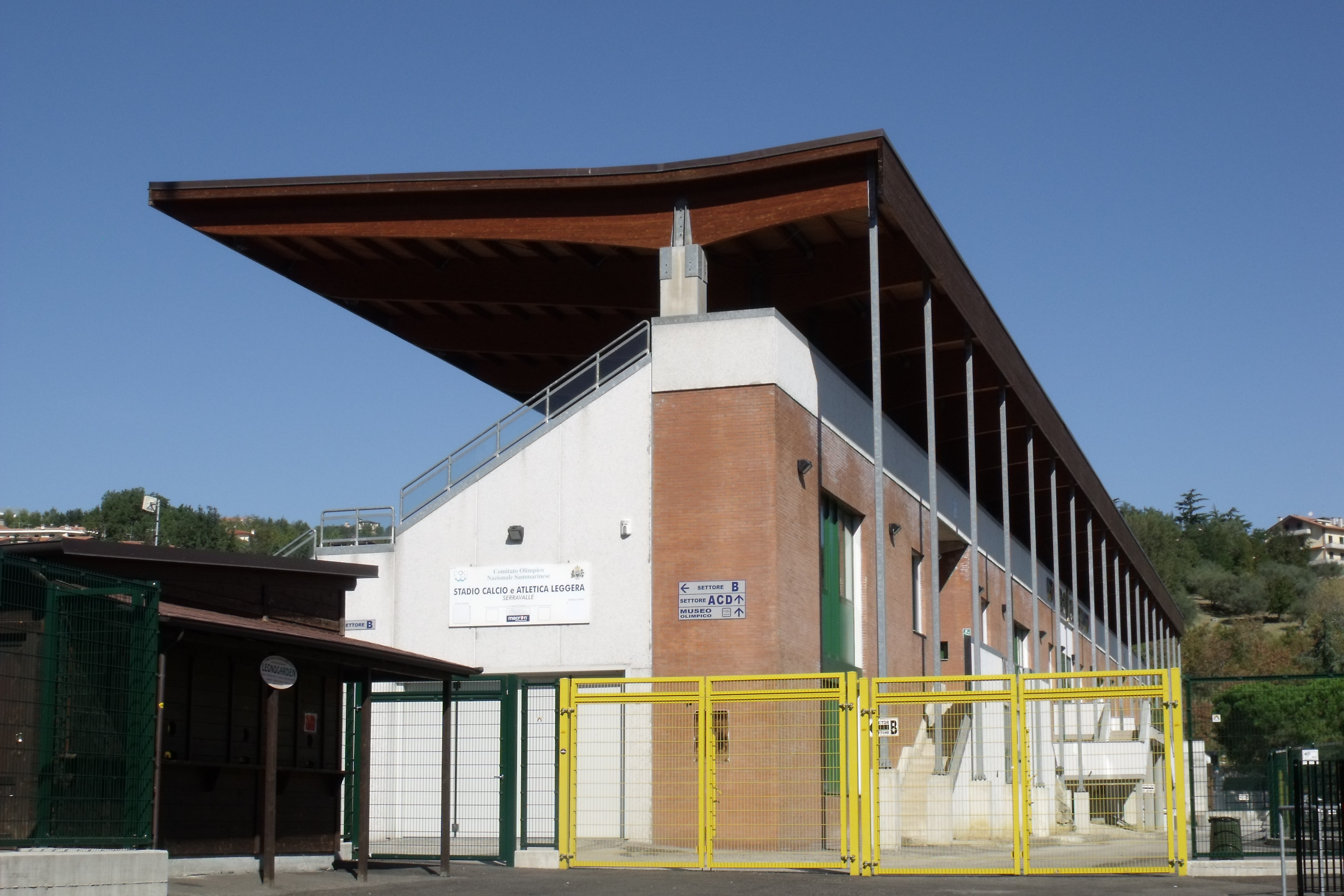
Bild der Haupttribüne seitlich (von Süden) gesehen
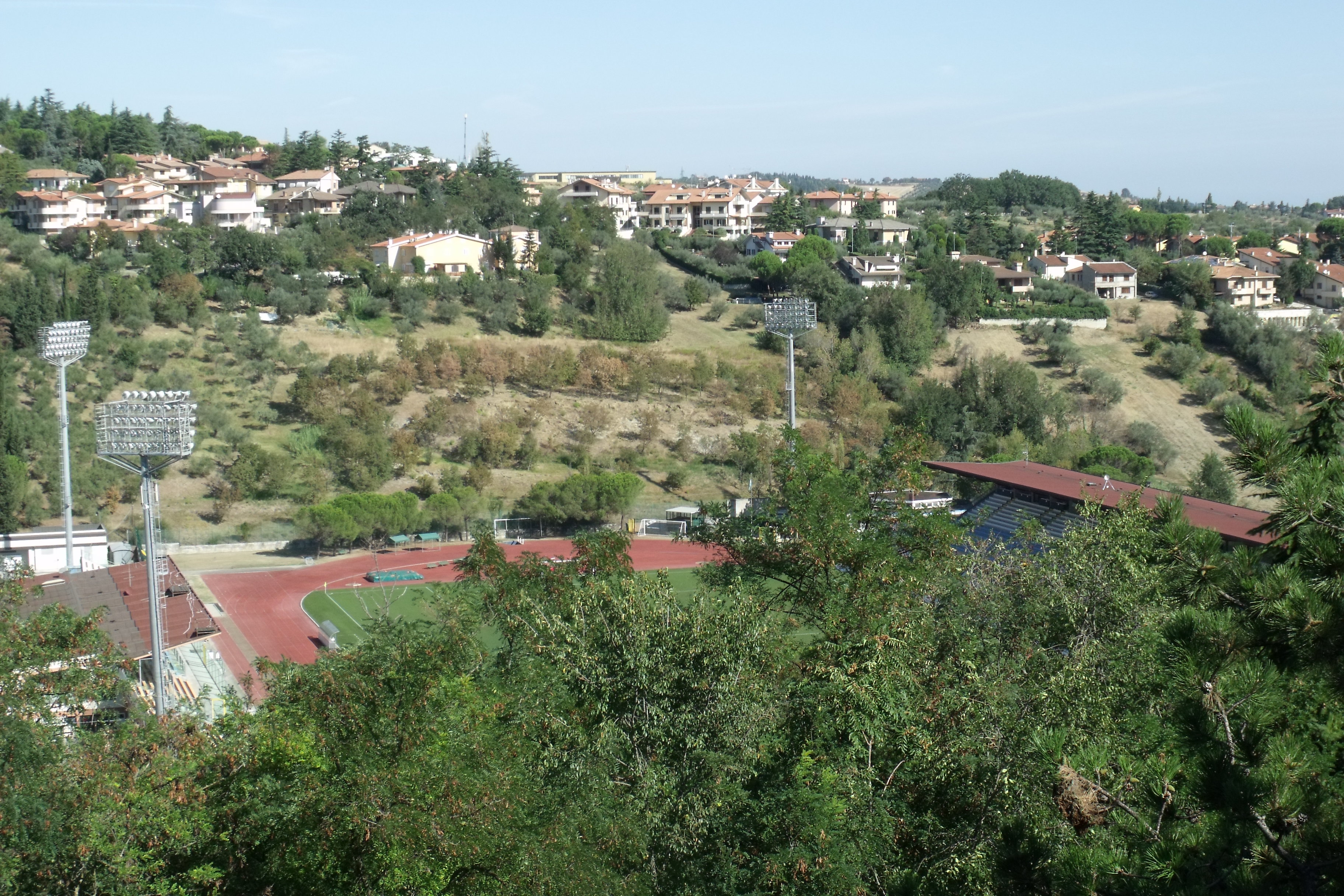
Panorama des Stadions vom Castello di Serravalle gesehen
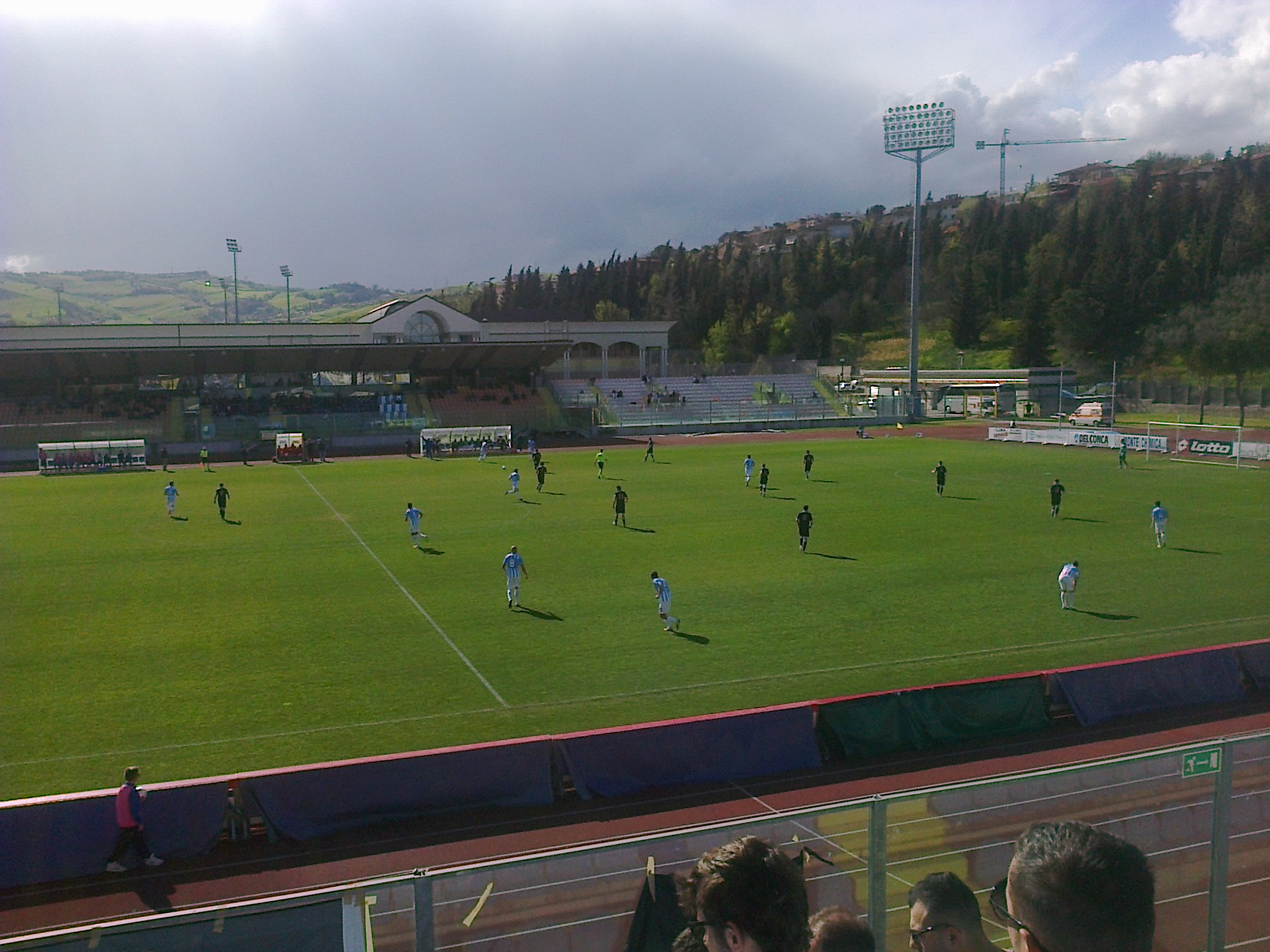
Das Stadion im März 2014